# Kettle Falls International Railway

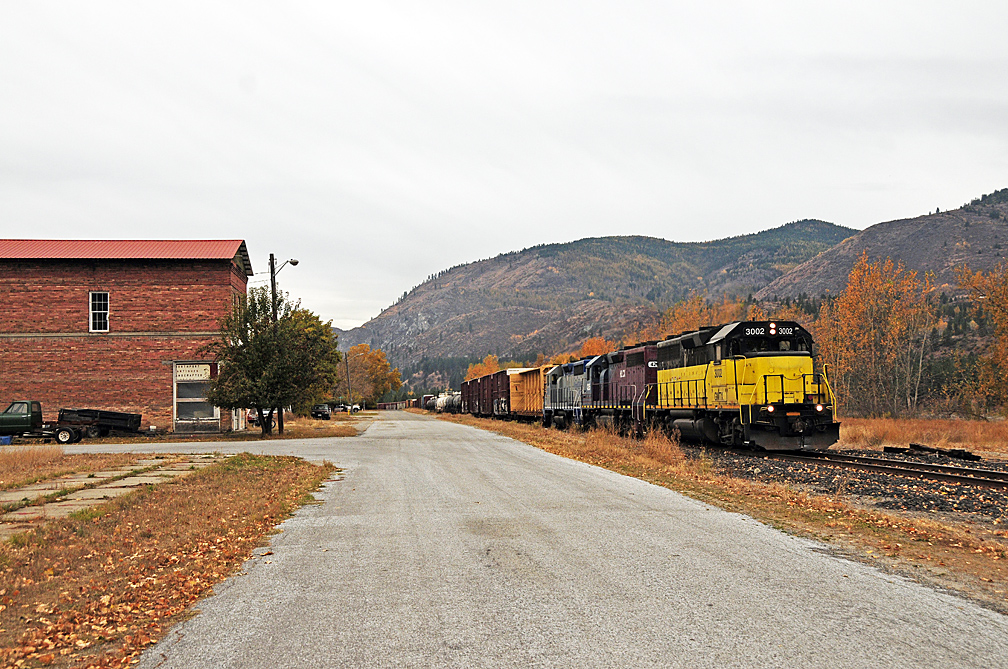
Güterzug der KFR in Northport (Washington); Oktober 2012

Die Kettle Falls International Railway (AAR-reporting mark: KFR) ist eine im Güterverkehr tätige regionale Eisenbahngesellschaft (shortline) im US-Bundesstaat Washington und der kanadischen Provinz British Columbia. Die Tochtergesellschaft von OmniTRAX betreibt Strecken mit einer Gesamtlänge von 71 km.

## Ehemalige Betreiber
Der 134 km lange Abschnitt Chewelah–Waneta–Columbia Gardens und dessen östliche Verzweigung waren ursprünglich Teil der Spokane Falls and Northern Railway und der Nelson and Fort Sheppard Railway. 1899 erwarb die Great Northern Railway (GN) diese beiden Bahnen. Der 124,1 km lange westliche Zweig Kettle Falls–Grand Forks–San Poil war durch die GN als Teil der Vancouver, Victoria and Eastern Railway-Konzession in British Columbia und der Washington-and-Great-Northern-Railway-Konzession (W&GN) in Washington gebaut wurde.

## KFR-Betrieb
Im Jahr 2004 mietete OmniTRAX die östliche Gabelung und kaufte die westliche Gabelung von BNSF, während sie Nutzungsrechte für den BNSF-Streckenabschnitt Chewelah–Kettle Falls hatte. Im Jahr 2006 gab die KFR den 45,9 km langen Abschnitt San Poil–Danville auf. Im Jahr 2019 erwarb die St. Paul & Pacific Northwest Railroad (STPP) den Abschnitt Chewelah–Columbia Gardens.
Übergangsmöglichkeiten bestanden anfangs zur BNSF in Chewelah und Kettle Falls, zur Grand Forks Railway (GFR) in Grand Forks und zu International Rail Road Systems (IRRS) in Columbia Gardens. Im Jahr 2010 übernahm ATCO Wood Products die IRRS und wurde 2012 in Nelson and Fort Sheppard Railway umbenannt. Seit die STPP 2019 den Abschnitt Chewelah–Columbia Gardens erwarb, tauscht die KFR unmittelbar nur noch mit zwei Bahnen Güterwagen aus: Neu mit der STPP in Kettle Falls und wie gehabt mit der GFR.
Im Jahr 2020 kündigte OmniTRAX die geplante Schließung des Abschnitts Grand Forks–Laurier der KFR-Linie innerhalb von drei Jahren an. Ein ähnlicher Vorschlag im Jahr 2008 kam nicht zustande.